# 50kV-station (Radio Kootwijk)
Het 50kV-station is een voormalig transformatorstation bij het voormalige zenderpark Radio Kootwijk. Het gebouw staat ongeveer anderhalve kilometer ten noorden van Gebouw A en de rest van het zenderpark.
Het 50kV-station is gebouwd tussen 1923 en 1931 naar een ontwerp van architect Hendrik Fels. De bouw van het station was nodig om voldoende elektriciteit te kunnen leveren aan het zenderpark. Het station was onderdeel van een 50kV-net in de provincie Gelderland. De elektriciteit werd aangeleverd onder 50 kV hoogspanning, in het station omgevormd naar 10 kV en verder getransporteerd naar het zenderpark en de omgeving. Behalve aan het zenderpark leverde het 50kV-station ook elektriciteit aan de Nederlandse Spoorwegen en de plaatsen Ede, Nunspeet en Apeldoorn.
Oorspronkelijk was er voor het transport van de elektriciteit ook een 10kV-transformatorstation op het zenderpark. In de jaren 60 van de twintigste eeuw werd de 10kV-installatie verplaatst naar Gebouw A. Het 10kV-station, dat bekend stond onder de naam Gebouw V, is daarna gesloopt.
Na de sluiting van het zenderpark werd het 50kV-station overbodig. In 2001 werden de hoogspanningsleidingen rond Radio Kootwijk gesloopt.
Het station zelf, een gebouw in de stijl Nieuwe zakelijkheid met drie hoogspanningsmasten, bleef bestaan. Sindsdien wacht het op een nieuwe bestemming. Het 50kV-station is sinds maart 2006 een rijksmonument.

## Afbeeldingen

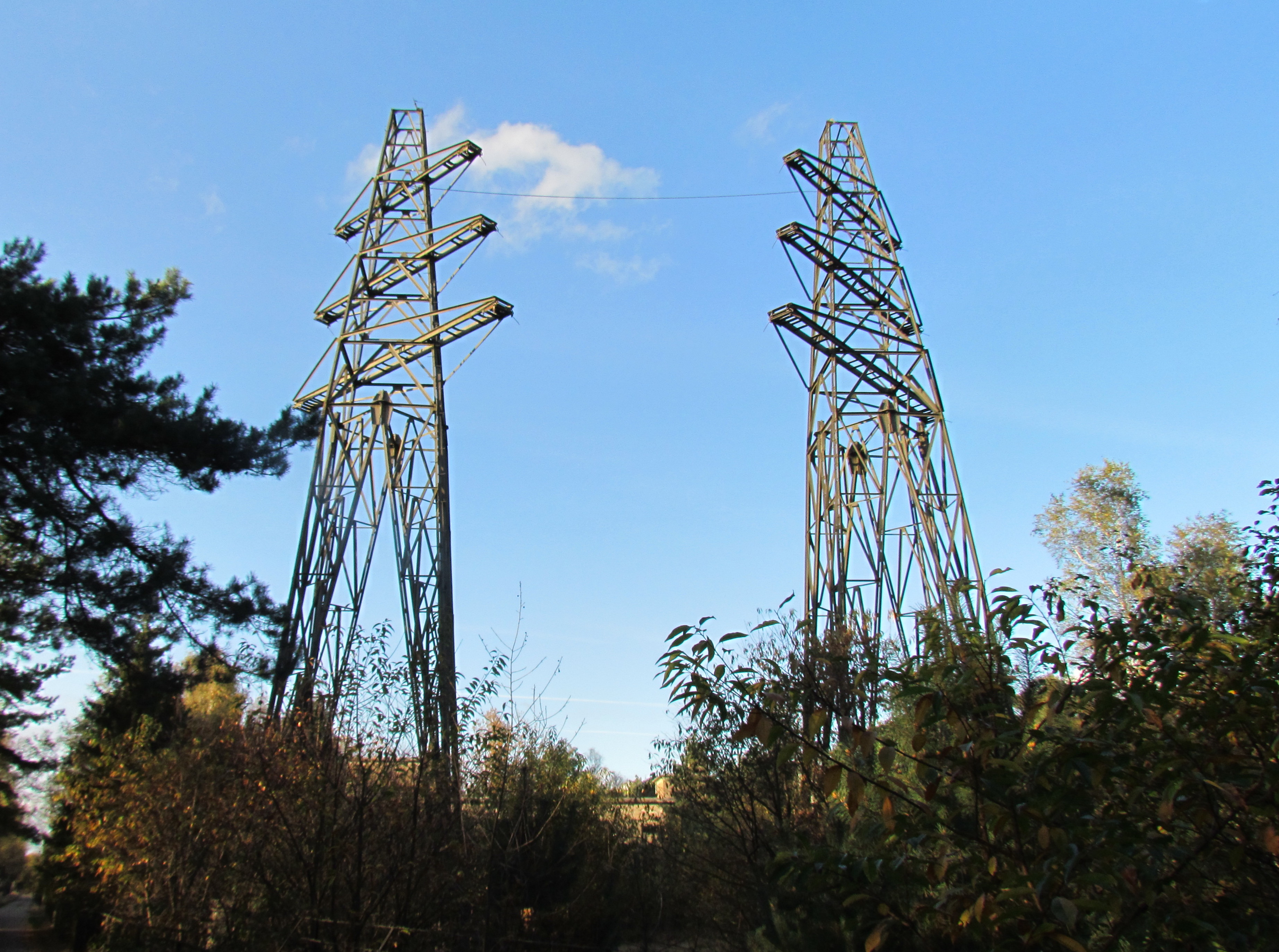
Hoogspanningsmasten
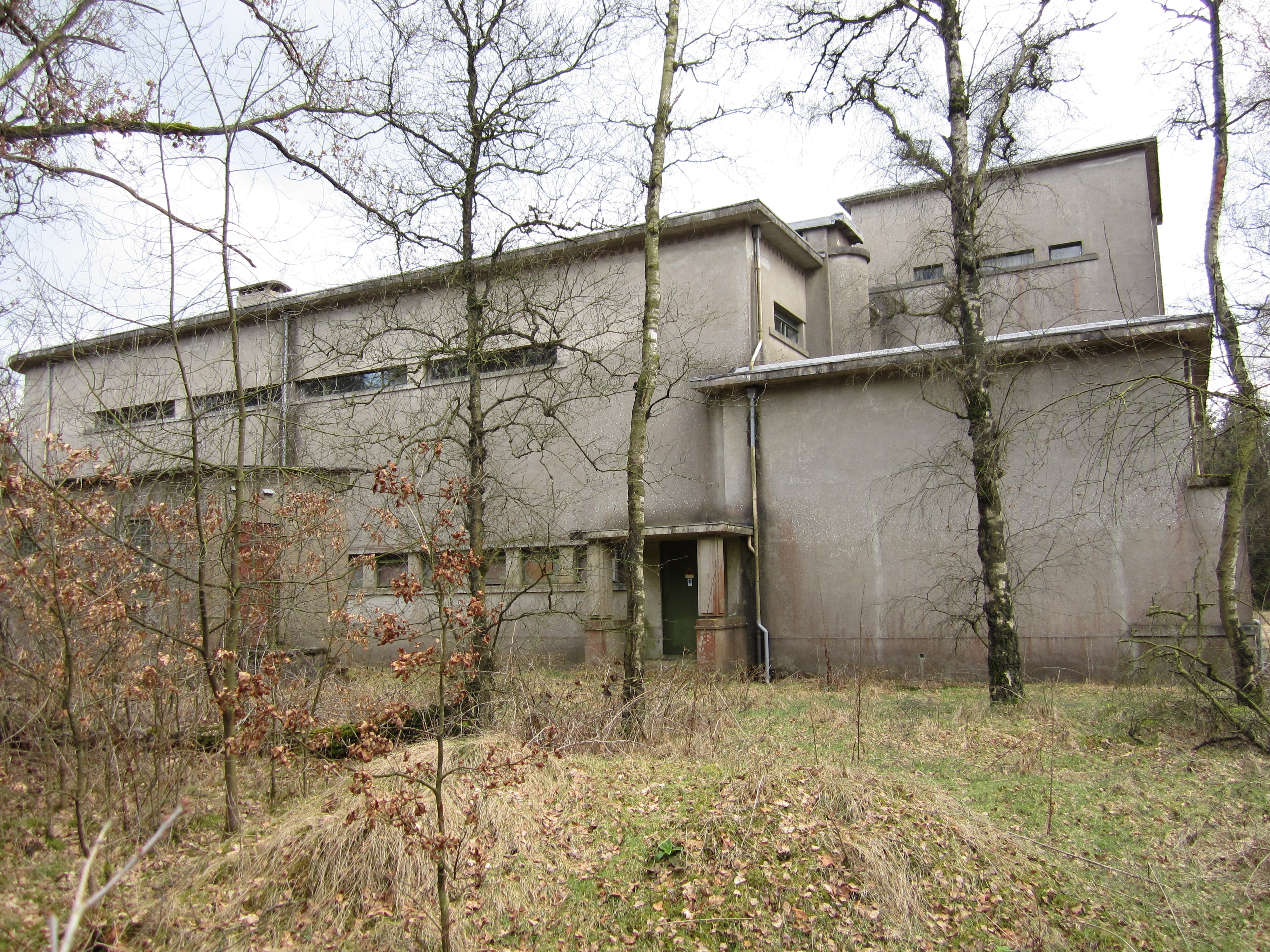
Achterzijde van het gebouw
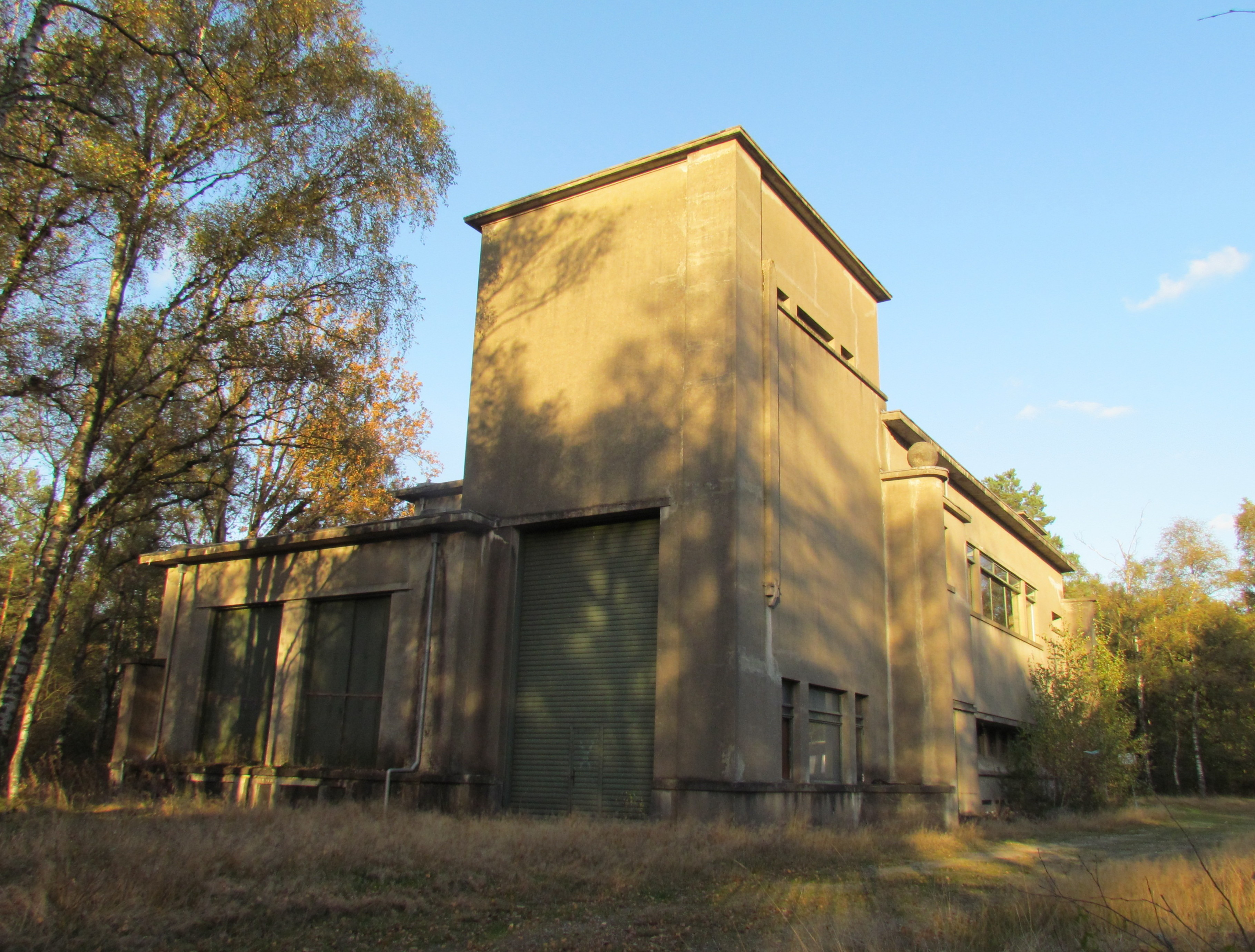
Zij-aanzicht

Gebouw A (zendgebouw) · Gebouwen, C, D en E (zendgebouwen) · Gebouw F (directiegebouw) · Gebouw G (constructiehal voor zendapparatuur) · Gebouw H (hotel) · Gebouw P (Utrechtse loods) · Autogarage C · 50kV-station · Watertoren